# 柳明心
柳明心，潮州人，新界地產建設商會主席，江庫集團主席，鄉議局顧問，湖南省政協委員。柳明心經營的業務包括夜場及地產發展，其在湖南亦有不少投資，而不少柳氏家族成員亦加入旗下各個公司。妻子為湖南人張青。

## 色情產業
柳明心被《東周刊》及《壹周刊》報導其早年以經營特種行業「魚蛋檔」、桑拿和夜總會業務起家，更有桑拿大王、柳江、邪骨大王 等別號。1970年代，柳明心與其親弟柳漢強（或稱柳強）與一位黑幫元老關係密切，該元老經營多家夜場，及後因事被捕入獄，其所經營之生意即轉由柳氏兄弟接手。1990年代，柳氏兄弟一度被稱為油尖旺區之夜場大亨，全盛時期更擁有十多間夜場，包括廟佳桑拿、城市桑拿、新龍濤樂、浴龍館、維多利亞桑拿等。2004年，柳明心曾創立香港娛樂服務業聯合總公會，包括夜總會、桑拿、的士高、酒吧、麻雀館、聯誼會及遊戲機中心七大行業，及後退出。柳漢強則為廟佳桑拿之東主，其為2005年警方掃蕩賣淫場所之「驕陽行動」中廟街桑拿案之首被告，自此其後一眾夜場亦先後結業。

## 地產業
1980年代，柳明心開始在地產界大展拳腳，積極發展新界村屋，1987年成立江庫集團，至2003年更創立新界地產建設商會。江庫集團以大埔為根據地，時至今日已在新界興築過千座村屋，包括大埔大窩西支路的江庫名軒、大埔公路的皇悅居、汀角路的江庫雅苑、江庫豪園、茗薈居、美督南岸，西貢之御庭園（前稱江庫豪庭），以及位於各區的江庫花園等皆為其收購村地之發展項目。1998年，江庫集團始兼營財務借貸服務予樓宇買賣者及其他房地產發展商。此外，江富集團還包辦村屋建築、農地及倉地之租售，一條龍包辦村地的建築、買賣及融資 。柳明心亦與恒基發展、新世界發展等大型地產發展商關係密切。

## 發展骨灰龕埸
2000年代，柳明心開始將大嶼山鹿湖的延慶寺發展成違規骨灰龕埸，並成立延慶寺有限公司，出任董事一職，其他董事還包括柳曉螢和柳潔妍。地政處職員曾點算過寺內，發現有超過5,000個骨灰龕位 。鹿湖及地塘仔一帶本來是佛教禪林，位於大澳與昂坪之間，山林裡大概有約40家寺院或道場。自該區規模最大之延慶寺被收購後，多家寺院遭到收購、恐嚇、騷擾、破壞等惡意行為，及後一眾寺院組成護持大嶼山佛教禪修勝地關注組，並召開記者招待會，群聲反抗，一時惹來多家傳媒報導 。現任延慶寺主持為釋智誠，為寶蓮寺主持釋智慧之徒弟。另一家鹿湖管理有限公司的董事則為柳日樑，除延慶寺外，悟徹、慧蓮、寂光和青蓮寺四間寺院亦已被收購。

## 慈善事業
柳明心的財富被估計肯定超過港幣十億元。柳明心曾公開參與不少慈善活動，不時捐錢予內地賑災及辦學之用。單就湖南計算，他曾捐款達1,500萬人民幣，並興建逾160間希望小學。